# Valentine Ball

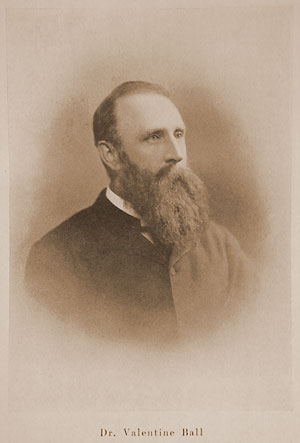
Valentine Ball.

Valentine Ball, född 14 juli 1843 i Dublin, död där 15 juni 1894, var en irländsk geolog.
Ball disputerade för doktorsgraden vid Trinity College i Dublin 1872, blev medlem av Royal Society i London 1882 och ordförande i Geological Society of Ireland samma år. Han innehade 1881–83 professuren i geologi och mineralogi vid nämnda universitet och var från 1883 direktor för vetenskaps- och konstmuseet i Dublin. Han blev hedersdoktor vid Trinity College 1889. Han var medlem av Royal Irish Academys råd samt hederssekreterare i Zoological Society of Ireland. 
Under en längre anställning vid Geological Survey of India, 1864–81, samlade han värdefulla iakttagelser, som han publicerade bland annat i arbetena Jungle Life in India (1880), The Diamonds, Coal and Gold of India (1881) och The Economic Geology of India (1881). Han upptäckte flera stenkolsfält i de då föga kända inre delarna av västra Brittiska Indien och utpekade den lämpligaste sträckningen för en järnväg mellan Calcutta och Bombay, vilken senare förverkligades. Han skrev vidare avhandlingar om den geologiska beskaffenheten hos flera delar av Indien, om sina forskningar i Afghanistan, Baluchistan, Himalaya, på Andamanerna och Nikobarerna med mera samt flera uppsatser till identifiering av de indiska djur, växter och mineral, som var kända i forntiden, liksom rörande Bengaliska viken, vulkaner med mera.